# مالكولم سميث (لاعب كرة قدم)
مالكولم سميث (بالإنجليزية: Malcolm Smith)‏ (و. 1989  م) هو لاعب كرة قدم أمريكية، من الولايات المتحدة، يلعب كظهير ‏.

## التعليم
تعلم في ثانوية ويليام هوارد تافت الحكومية.

## روابط خارجية
- مالكولم سميث على موقع إي إس بي إن.كوم (أن.أف.أل)3
- مالكولم سميث على موقع مرجع كرة القدم المحترفة.كوم (الإنجليزية)